# ألبرت إم. تود
ألبرت إم. تود هو شخصية أعمال وكيميائي وسياسي أمريكي، ولد في 3 يونيو 1850، وتوفي في 6 أكتوبر 1931 في كالامازو في الولايات المتحدة. نشط حزبياً في الحزب الديمقراطي. وقد انتخب عضو مجلس النواب الأمريكي ‏.